# Peltogyne paniculata
Peltogyne paniculata är en ärtväxtart som beskrevs av George Bentham. Peltogyne paniculata ingår i släktet Peltogyne och familjen ärtväxter.

## Underarter
Arten delas in i följande underarter:
- P. p. paniculata
- P. p. pubescens

## Bildgalleri

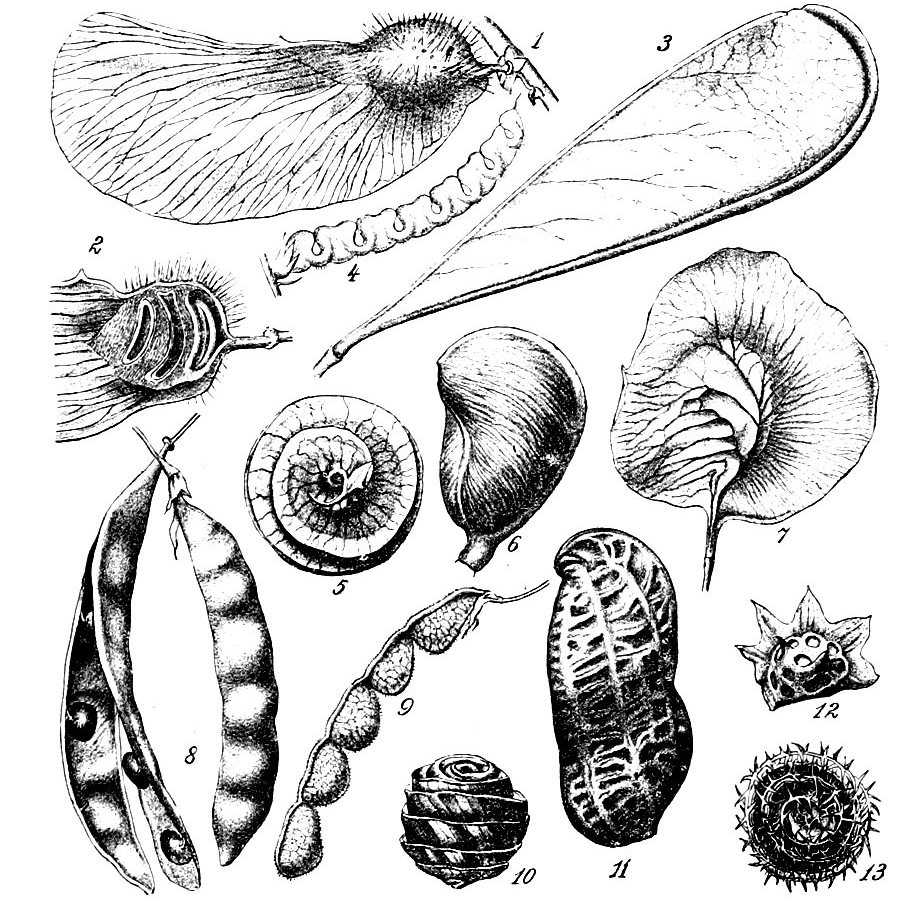